# Rezonometria
A rezonometria az írásanalitika alapvető mérési módszere. A kézírást tudatos céltevékenységként vizsgálja, az információ-anyag-energia dimenzióin keresztül. Elméleti hátterét és metódusát dr. Szidnai László klinikai írás-szakpszichológus, írásanalitikus dolgozta ki alapvetően, 2000-ben.
A rezonometria az írás komplex, dinamikus elemzése során kézzelfogható, anyagi-fizikai jellegű produktumból kiindulva következtet egyfajta energetikai és információs mintázatra, összefüggő és egymással kölcsönhatásban álló tényezőkként kezelve azokat.
A módszer a megmért íráselemek egymáshoz való viszonyulásából kiindulva teszi lehetővé a személyiség legmélyebb, tudatalattihoz közeli mélyrétegeinek feltárását. Nem karaktereket, tipológiát állapít meg, hanem a viselkedés tudatalatti késztetéseinek feltárása nyomán a viselkedés dinamikájának, kölcsönhatásainak feltárását célozza meg.
Tudományos bizonyítékok nem támasztják alá, emiatt - mint a grafológia többi részelemét is - áltudománynak vagy tudományosan megkérdőjelezhető eljárásnak tartják.